# (15417) Babylon
(15417) Babylon est un astéroïde de la ceinture principale découvert par E. W. Elst le 27 février 1998. Sa désignation temporaire est 1998 DH34.

## Orbite
L'aphélie de Babylon est de 4,18 UA et son périhélie est de 3,77 UA. Il met 2896 jours pour faire le tour du Soleil. Son inclinaison est de 3,19°.

## Caractéristiques
Sa magnitude absolue est de 11,7.